# Кірхцель
Кірхцель (нім. Kirchzell) — громада в Німеччині, розташована в землі Баварія. Підпорядковується адміністративному округу Нижня Франконія. Входить до складу району Мільтенберг.
Площа — 63,86 км2. Населення становить 2192 ос. (станом на 31 грудня 2020).